# نجم الشيخلي
نجم الشيخلي (1893-1938) مطرب وقاريء مقام عراقي ذاع صيته في الثلث الأول من القرن العشرين، مارس التمجيد والاذان في مسجد الشيخ عبد القادر الكيلاني واتصل برشيد القندرجي واخذ منه مقام الحجاز ديوان والعجم عشيران والمدمي كما كان يجيد مقام المحمودي والسيكاه والسفيان، وسجل عددا كبيرا من الاسطوانات لشركات التسجيل التي قدمت إلى بغداد كما قرأ في دار الاذاعة العراقية واحيا عددا من الحفلات العامة والخاصة. وبالرغ من من كون فنه قاصر ولايرتقي إلى مستوى معاصريه من قراء المقام امثال عباس الشيخلي و يوسف الشيخلي ويوسف حوريش باعتباره تقليديا في ادائه ولايشكل مدرسة في غناء المقام العراقي وبعض القصور في الصوت الا ان اهالي بغداد كانوا يفضلون نجم الشيخلي على غيره من قراء المقام خاصة في اجادته فنون المواليد والاذكار والتهاليل والتمجيد على المنائر. يعد من اساطير الغناء العراقي وقد تتلمذ على ايدي استاذه الملا عثمان الموصلي اسوة بيوسف حوريش وحسن خيوكة. كان يؤذن في ماذن الحضرة الكيلانية ويقرأ المقام في مقهى عزاوي الشهير في بغداد. سجلت له كثير من المقامات لصالح شركات الاسطوانات في العشرينيات من القرن الماضي.

## حياته
ولد نجم عبد الله بن صفاء الدين الشيخلي في عام 1893 في محلة باب الشيخ وسط بغداد، عمل في بداية حياته حائكاً في أحد الأسواق الشعبية، وكانت هذه المهنة قد اسبغت عليه لقب جديد عرف به بين الناس الذين اطلقوا عليه فيما بعد لقب (نجم النيار) وتعني بلهجة البغداديين القدماء بـ (نجم الحائك).
وكان في الوقت نفسه يتابع مشاهير القراء وبخاصة احمد الزيدان الذي أخذ يقلده بشكل دقيق وقد افادته المواليد والاذكار كثيرا وقد مارس التمجيد والاذان في مسجد الشيخ عبد القادر واتصل برشيد القندرجي واخذ منه مقام الحجاز ديوان والعجم عشيران والمدمي كما كان يجيد مقام المحمودي والسيكاه والسفيان، وسجل عددا كبيرا من الاسطوانات لشركات التسجيل التي قدمت إلى بغداد كما قرأ في دار الإذاعة العراقية واحيا عددا من الحفلات العامة والخاصة، وتقلبت به الدنيا فعمل بقالا في سوق باب الشيخ بعد ان تحشرج صوته وابح من النداء على بضاعته ويقال انه كان من هواة الطيور يجمع منها النادر والنفيس وكان لايجيد القراءة والكتابة لذلك نرى حفظه للشعر والزهيريات قليلاً، فكان يعتمد على الصياغة النغمية فقط وهو من درجة القراء الذين يقفون بمصاف القاريء عباس الشيخلي ولايرتقي إلى مستوى رشيد القندرجي أو محمد القبانجي.
ويذكر الكثيرون ممن عرفوه أنه كان يمجد بصوته الشجي من على مأذنة جامع الشيخ عبد القادر الكيلاني في أيام شهر رمضان وخصوصا مقام الطاهر.
كان مغنياَ جهوري الصوت، وفي أول امره اشتغل مع زمرة الشغالة في حفلات المنقبة النبوية الشريفة، ثم انتقل بعد احتلال الإنكليز لبغداد إلى مقهى عزاوي بالميدان. وكان له شرف المساهمة الفاعلة والمشاركة المتميزة في تقديم الحفلات الحية الاسبوعية للمقام العراقي عبر اثير دار الإذاعة السلكية في أول بث لها في يوم 1936/7/1 وظل هذا التاريخ حدثاً مهماً في حياة ومسيرة الشيخلي وأهل بغداد في أن يشنف اذانهم ويستمعوا إلى صوت المطرب الكبير الشيخلي في حفلات منفردة تستغرق زهاء النصف ساعة.
سجل عدد من الاسطوانات ضمت بعض المقامات والاشغال الصوفية، امتاز صوته بطبقة عالية، فبعض الاسطوانات التي سجلها كانت من طبقات لاتوصف مثل الشرقي دوكا والمدمي والمخالف والنوى، وقرائته في المقام كانت تقترب قليلاً من الاداءات الدينية.
توفي في المقهى بينما كان يدخن الأرجيلة يوم 16 شباط سنة 1938 ، ودفن في مقبرة الغزالي.

## وصلات خارجية
- موقع يوتيوب - تسجيل اسطوانه نادر لمقام المخالف وشعر زهيري من اداء القارئ نجم الشيخلي عام 1925
- نجم الشيخلي على موقع المقام العراقي